# Shout at the Devil
Shout at the Devil — другий студійний альбом американської групи Mötley Crüe, який був випущений 23 вересня 1983 року.

## Композиції
1. In the Beginning — 1:13
2. Shout at the Devil — 3:16
3. Looks That Kill — 4:07
4. Bastard — 2:54
5. God Bless the Children of the Beast — 1:33
6. Helter Skelter — 3:09
7. Red Hot — 3:21
8. Too Young to Fall in Love — 3:34
9. Knock 'Em Dead, Kid — 3:40
10. Ten Seconds To Love — 4:17
11. Danger — 3:51

## Учасники запису
- Вінс Ніл — вокал
- Мік Марс — гітара
- Ніккі Сікс — бас-гітара
- Томмі Лі — ударні